# Galate (Vrapčište)
Galate (makedonsky: Галате, albánsky: Gallatë) je vesnice v Severní Makedonii. Nachází se v opštině Vrapčište v Položském regionu. 
Podle sčítání lidu z roku 2002 žije ve vesnici 1 151 obyvatel. Etnickými skupinami jsou:
- Makedonci – 643
- Albánci – 334
- Turci – 173
- Srbové – 1